# Bernhard Varenius

Descriptio Regni Japoniae (1649).

Bernhard Varenius, född 1622 i Hitzacker i Braunschweig-Lüneburg, död 1650 i Leiden, var en tysk geograf.
Efter studier i Hamburg och Königsberg begav sig Varenius till Holland, där han först studerade i Leiden och därefter bosatte sig i Amsterdam för att verka som läkare. Hans specialfack var egentligen matematik och fysik, men kännedomen om de holländska upptäckterna i Ostindien väckte hans intresse för geografin, ett intresse, som underhölls genom hans vänskap med kartografen Joan Blaeu.
Det bekanta Elzevirförlaget i Amsterdam utgav vid denna tid på latin en serie skildringar av hela världens länder. Till denna serie bidrog Varenius med Descriptio Japoniæ (1649), Hans första arbete, som blev ganska uppmärksammat, sin Tractatus de Japoniæ religione tillägnade han drottning Kristina. Hans mest betydelsefulla verk blev dock Geographia generalis (1650), varigenom han skapade den allmänna fysiska geografin. Det är indelat i tre avdelningar, en behandlande astronomisk geografi (affectiones coelestes), en fysikalisk geografi (affectiones terrestres) och en människans geografi (affectiones humanæ).
Varenius uppskattades dock ej av sin samtid och han dog därför i fattigdom. Om hans arbetes värde vittnar dock gott att Isaac Newton använde det vid sina föreläsningar och ombesörjde en ny korrigerad upplaga av detsamma i sitt hemland (1672).